# Ondřej Šulc

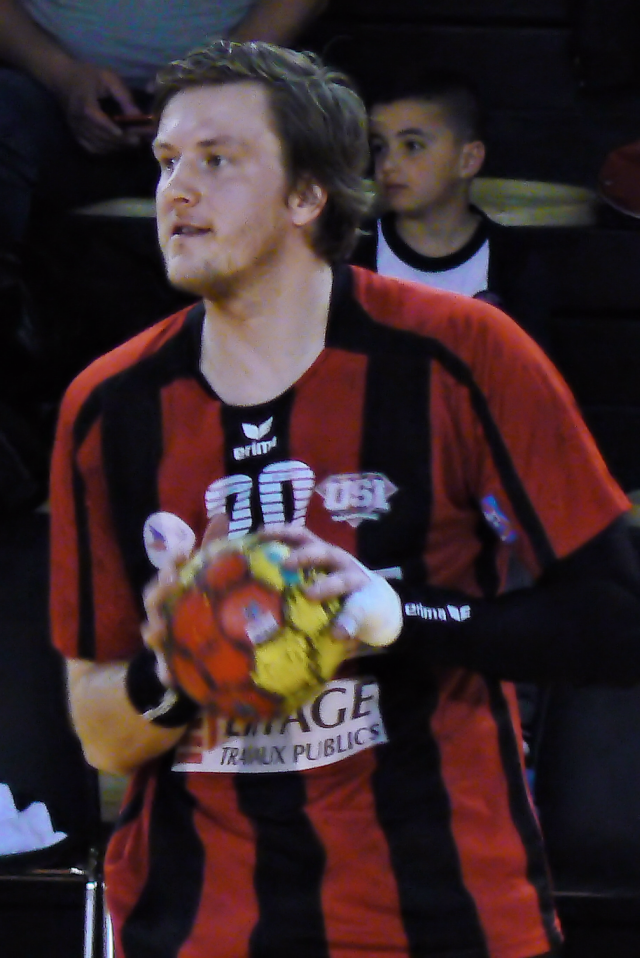
Ondřej Šulc (2014)

Ondřej Šulc (* 21. November 1983 in Kadaň) ist ein tschechischer Handballspieler.
Der 1,93 Meter große und 80 Kilogramm schwere rechte Rückraumspieler steht bei HCB Karviná unter Vertrag. Zuvor spielte er bei HBC Jičín und HK Kostelec na Hané. Mit Karviná spielte er im EHF-Pokal (2009/2010) und in der EHF Champions League (2006/2007, 2007/2008). Von 2010 für den US Ivry HB.
Ondřej Šulc steht im Aufgebot der tschechischen Nationalmannschaft, so für die Europameisterschaft 2010. Seinen ersten Einsatz für die A-Nationalmannschaft bestritt er am 20. Dezember 2006 gegen die polnische Auswahl. Bislang bestritt er 35 Länderspiele (39 Tore).